# Gary (Virgínia de l'Oest)
Gary és una població dels Estats Units a l'estat de Virgínia de l'Oest. Segons el cens del 2000 tenia 917 habitants.

## Demografia
Segons el cens del 2000, Gary tenia 917 habitants, 420 habitatges, i 260 famílies. La densitat de població era de 393,4 habitants per km².
Dels 420 habitatges en un 17,1% hi vivien nens de menys de 18 anys, en un 43,8% hi vivien parelles casades, en un 14,8% dones solteres, i en un 37,9% no eren unitats familiars. En el 36% dels habitatges hi vivien persones soles el 23,3% de les quals corresponia a persones de 65 anys o més que vivien soles. El nombre mitjà de persones vivint en cada habitatge era de 2,18 i el nombre mitjà de persones que vivien en cada família era de 2,77.
Per edats la població es repartia de la següent manera: un 19% tenia menys de 18 anys, un 5,7% entre 18 i 24, un 18,4% entre 25 i 44, un 25% de 45 a 60 i un 32% 65 anys o més.
L'edat mediana era de 50 anys. Per cada 100 dones de 18 o més anys hi havia 78,6 homes.
La renda mediana per habitatge era de 22.857 $ i la renda mediana per família de 30.938 $. Els homes tenien una renda mediana de 28.750 $ mentre que les dones 17.019 $. La renda per capita de la població era de 13.233 $. Entorn del 24,2% de les famílies i el 30,8% de la població estaven per davall del llindar de pobresa.

## Poblacions més properes
El següent diagrama mostra les poblacions més properes.